# Lejre (općina)
Lejre je općina u danskoj regiji Zeland.

## Zemljopis
Općina se nalazi u središnjem dijelu otoka Zelanda, prositire se na 240,07 km2.

## Stanovništvo
Prema podacima o broju stanovnika iz 2010. godine općina je imala 26.794 stanovnika, dok je prosječna gustoća naseljenosti 	111,61 stan/km2. Središte općine je grad Kirke Hvalsø.

### Veća naselja
| Veća naselja u općini |                |                    |
| Br.                   | Naselje        | Stanovnika (2010.) |
| 1                     | Kirke Hvalsø   | 3.929              |
| 2                     | Lejre          | 2.330              |
| 3                     | Osted          | 2.086              |
| 4                     | Kirke Hyllinge | 1.973              |
| 5                     | Ejby           | 1.885              |
| 6                     | Gevninge       | 1.726              |
| 7                     | Kirke Såby     | 1.694              |
| 8                     | Kirke Sonnerup | 975                |
| 9                     | Gershøj        | 685                |
| 10                    | Lyndby         | 546                |

## Vanjske poveznice
- Službena stranica općine